# Hideaki Okubo
Hideaki Okubo est un joueur de baseball japonais né le 3 juillet 1969 à Kiyokawa.

## Biographie
Hideaki Okubo participe aux Jeux olympiques d'été de 1996 à Atlanta et remporte la médaille d'argent.